# Ísold Sævarsdóttir
Ísold Sævarsdóttir (* 17. Februar 2007) ist eine isländische Sportlerin, die im Basketball sowie in der Leichtathletik aktiv ist.

## Karriere

### Basketball
Im November 2023 wurde Ísold Sævarsdóttir in die isländische Basketballnationalmannschaft der Frauen berufen. Auf Klubebene spielt sie für den isländischen Verein Stjarnan.

### Leichtathletik
Erste Erfahrungen bei internationalen Meisterschaften sammelte Ísold Sævarsdóttir beim Europäischen Olympischen Jugendfestival (EYOF) 2022 in Banská Bystrica, bei dem sie mit 5142 Punkten den vierten Platz im Siebenkampf belegte. 2024 gelangte sie bei den U18-Europameisterschaften ebendort mit 5643 Punkten auf Rang fünf. Im Jahr darauf gewann sie bei den Spielen der kleinen Staaten von Europa (GSSE) in Andorra la Vella mit 5,95 m die Silbermedaille im Weitsprung hinter ihrer Landsfrau Birna Kristín Kristjánsdóttir und belegte im Speerwurf mit 37,70 m den fünften Platz und gelangte über 100 m Hürden mit 14,54 s auf Rang vier. Zudem belegte sie mit der Mixed-Staffel über 4-mal 400 Meter in 3:29,22 min den vierten Platz und gewann mit der Frauenstaffel über diese Distanz in 3:40,75 min die Bronzemedaille hinter den Teams aus Zypern und Andorra und mit der 4-mal-100-Meter-Staffel gewann in 46,91 s die Goldmedaille. Anschließend wurde sie bei der 3. Liga der Team-Europameisterschaft in Maribor in 46,03 s Erste über 4-mal 100 Meter und gelangte mit der Mixed-Staffel mit 3:25,96 min auf den zweiten Platz hinter dem Team aus Luxemburg. Daraufhin gelangte sie bei den U20-Europameisterschaften in Tampere mit 5358 Punkten auf den zwölften Platz im Siebenkampf.
2021 wurde Ísold Sævarsdóttir isländische Meisterin im 800-Meter-Lauf sowie 2023 über 400 Meter. 2024 wurde sie Landesmeisterin in der 4-mal-100- und 4-mal-400-Meter-Staffel. Zudem wurde sie 2022 Hallenmeisterin im 400-Meter-Lauf sowie 2025 über 60 m Hürden.

#### Persönliche Bestleistungen
- 400 Meter: 56,33 s, 5. Juli 2025 in Sauðárkrókur
  - 400 Meter (Halle): 55,83 s, 1. März 2025 in Hafnarfjörður
- 800 Meter: 2:13,96 min, 6. Februar 2022 in Reykjavík
- 100 m Hürden: 14,31 s (+0,8 m/s), 15. Juli 2025 in Selfoss
  - 60 m Hürden (Halle): 8,77 s, 23. Februar 2025 in Reykjavík
- Weitsprung: 6,01 m, 22. Februar 2025 in Reykjavík
- Speerwurf: 40,38 m, 4. Mai 2025 in Lissabon
- Siebenkampf: 5490 Punkte, 15. Juni 2025 in Göteborg
  - Fünfkampf (Halle): 3787 Punkte, 11. Januar 2025 in Reykjavík